# Jesús Henestrosa
Jesús Henestrosa (Oaxaca de Juárez, Oaxaca; 19 de junio de 1994) es un futbolista mexicano, juega como mediocampista y su equipo actual es el Municipal Liberia de la Primera División de Costa Rica.

## Trayectoria

### Cruz Azul
Se formó en las Fuerzas Básicas del Cruz Azul, a pesar de no haber debutado en Primera, lo hizo en la Concacaf Liga Campeones el jueves, 22 de agosto de 2013, jugando 31 minutos.

### Paso por equipos de Segunda y Tercera División
Antes de que llegara a los Tiburones Rojos de Veracruz paso por Chapulineros de Oaxaca, Potros UAEM, Atlético Reynosa aunque solo en Potros lograría destacar.

### Club Deportivo Veracruz
Finalmente, pudo debutar en Primera División con los Tiburones Rojos el 18 de agosto de 2019, ante los Pumas.

### Alebrijes de Oaxaca
En 2020 llega a Alebrijes.

### Mineros de Zacatecas
para el Apertura 2020 llega a Mineros de Zacatecas.

### Leones Negros de la UdeG
Tras 2 años con los zacatecanos pasa a Leones Negros de la U de G en 2023.

### Municipal Liberia
Luego de tres torneos en el equipo universitario, el 21 de diciembre de 2024 fue anunciado como nuevo jugador del Municipal Liberia de la Primera División de Costa Rica.